# 술리 모레노
술리 모레노(Zully Moreno, 1920년 7월 2일 ~ 1999년 12월 25일)는 아르헨티나의 배우이다. 아르헨티나 영화 황금기의 대표적인 배우 중 한 명이었다.